# وريد لفائفي
الأوردة اللفائفية هي روافد للوريد المساريقي العلوي.

## وصلات خارجية
- jejunal+and+ileal+veins في قاموس إي ميديسين